# Pommeuse
Pommeuse település Franciaországban, Seine-et-Marne megyében. Lakosainak száma 3039 fő (2022. január 1.). Pommeuse Faremoutiers, La Celle-sur-Morin, Giremoutiers, Guérard, Maisoncelles-en-Brie, Mouroux és Saint-Augustin községekkel határos.

## Népesség
A település népességének változása:
| Lakosok száma | 2859 | 2888 | 2961 | 2925 | 2953 | 2966 | 2990 | 3015 | 3039 |
|               | 2013 | 2015 | 2016 | 2017 | 2018 | 2019 | 2020 | 2021 | 2022 |